# Via Krupp

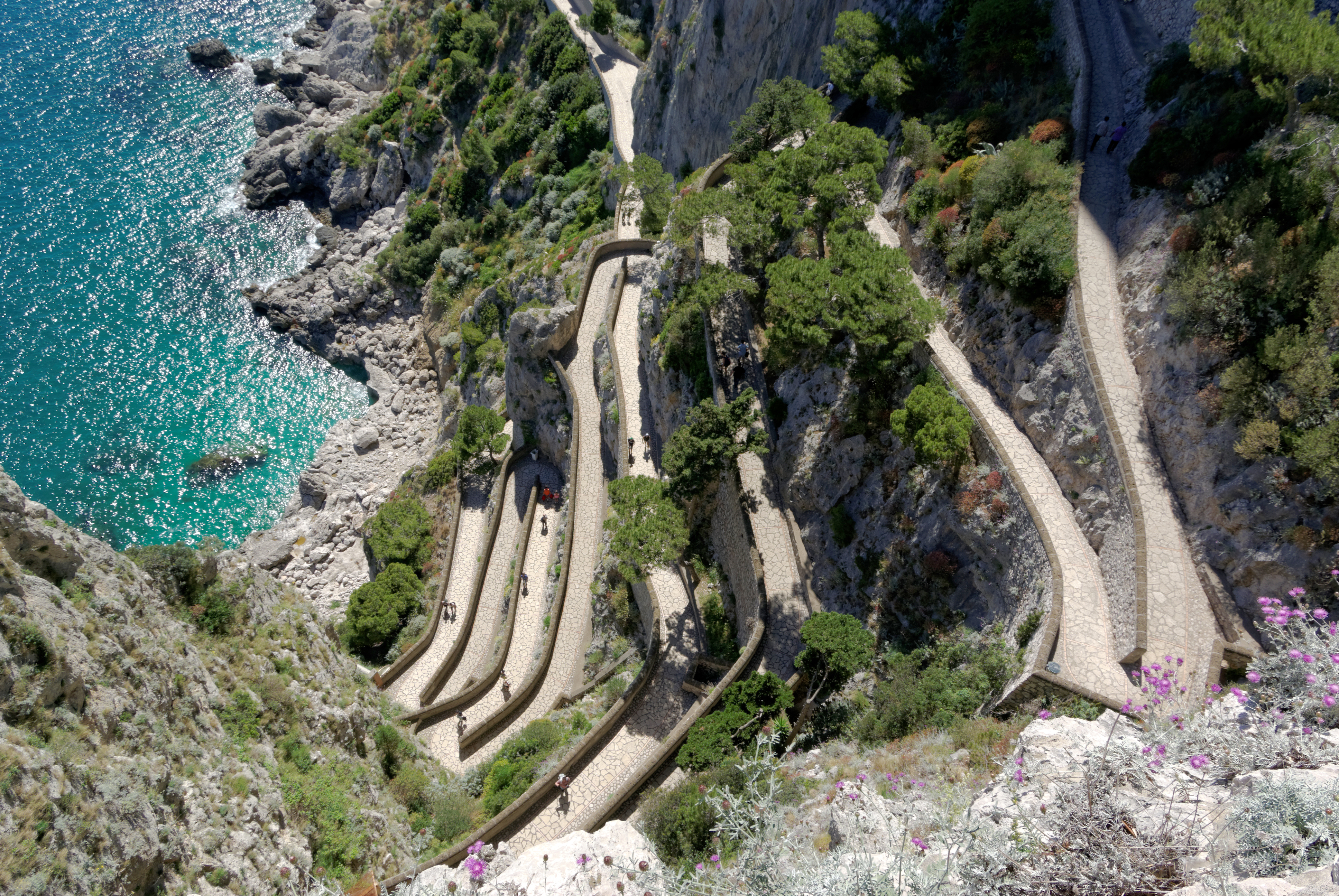
De Via Krupp

De Via Krupp is een historische voetweg aan de zuidkust van het Italiaanse eiland Capri. De in de rotswand van de Monte Castiglione uitgehouwen weg is 1346,60 meter lang, 3 meter breed en vormt een toeristische attractie. De weg werd door de Duitse industrieel Friedrich Alfred Krupp aangelegd. Rond de eeuwwisseling verbleef hij in de wintermaanden regelmatig op het eiland. Krupp financierde het grootste deel van de weg zelf. De bouw van de Via Krupp werd in 1900 begonnen en in 1902 voltooid, kort voor het overlijden van Krupp op 22 november. Omwille van de bouw, is Krupp sinds 1902 ereburger van Capri. De naam Via Krupp werd evenwel pas later gebruikelijk.
De steile weg overwint, met onder andere acht haarspeldbochten, een hoogteverschil van ongeveer 100 meter. Het verbindt de Giardini di Augusto – de voormalige tuin van keizer Augustus - met de oever van de Middellandse Zee. Daarbij komt hij langs de Torre Saracena, een deel van een oude vesting. Krupp liet de weg aanleggen, om sneller van zijn vaste verblijfplaats, het hotel Quisisana, naar de Marina Piccola te kunnen afdalen, waar zijn schip voor anker lag.
Nadat de Via Krupp om veiligheidsredenen in 1976 afgesloten werd, werd de weg hersteld en op 28 juni 2008 weer geopend. De restauraties werden meermaals onderbroken. Tussentijds zijn meerdere experts geraadpleegd. De steile, overhangende rots is beveiligd. Ongeveer 7 miljoen euro werd besteed om de Via Krupp met stalen netten tegen afbrokkeling en aardverschuivingen te beschermen.
In juli 2008 kwamen opnieuw rotsblokken los en de Via Krupp werd voor onbepaalde tijd weer gesloten.

## Fotogalerij

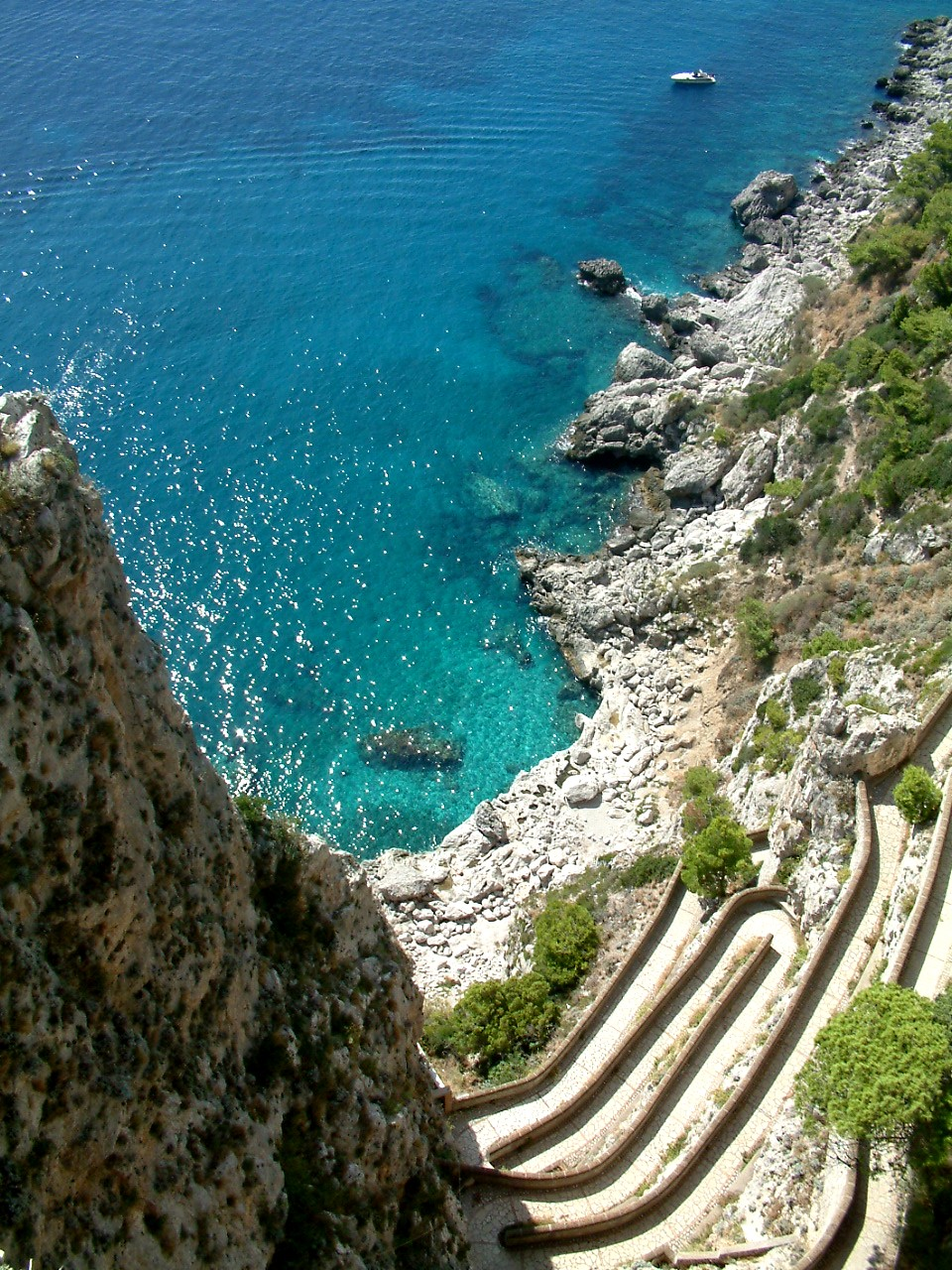
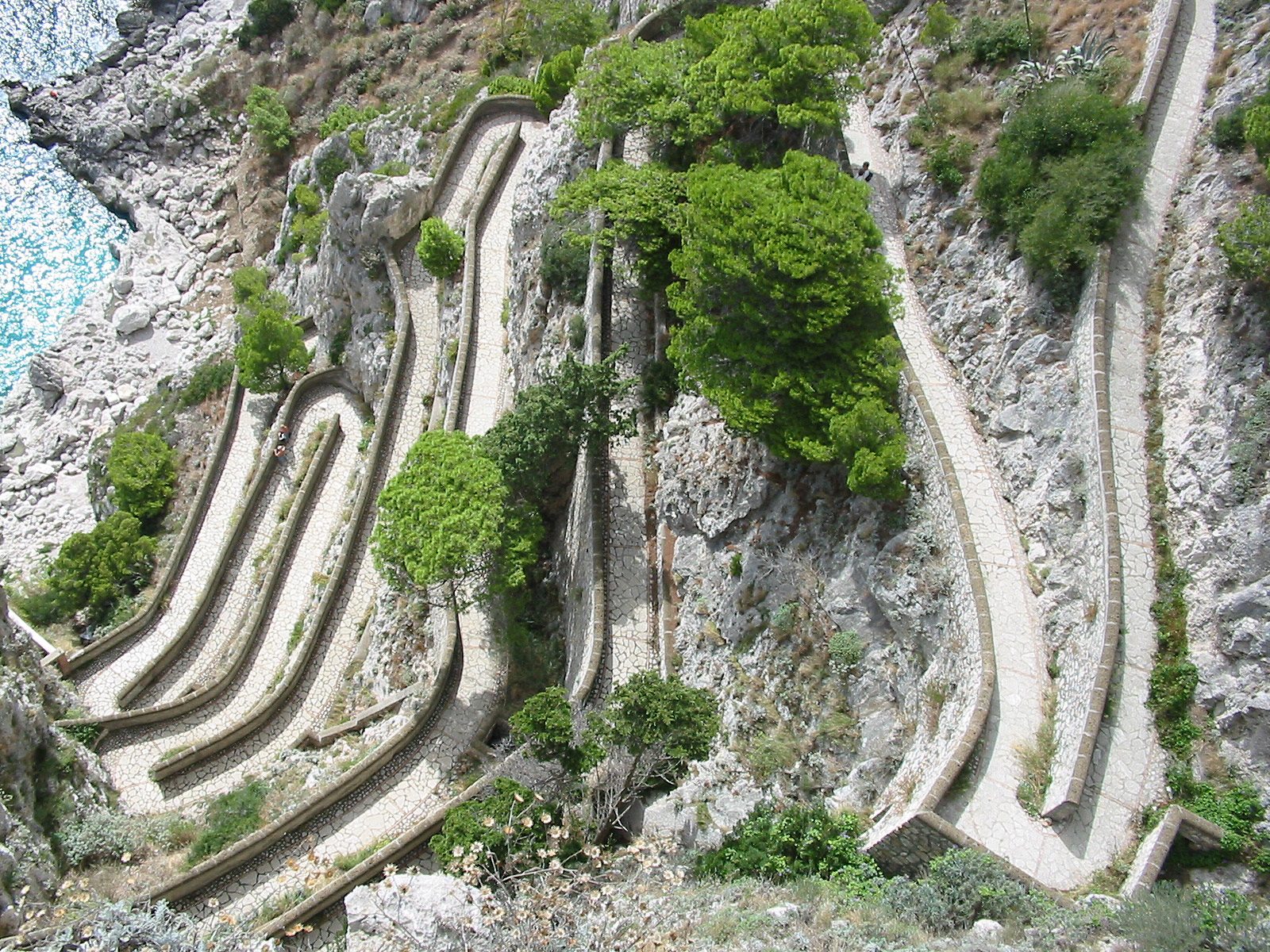